# Concert per a piano (Paderewski)
El Concert per a piano en la menor, op. 17, va ser compost per Ignacy Jan Paderewski. Es va estrenar el 1989 a Viena, on va aconseguir un gran èxit, amb la direcció de Hans Richter. El va dedicar al seu professor Teodor Leszetycki.

## Origen i context
Malgrat que va debutar a l'edat de només onze anys, la seva carrera com a pianista solista no va prendre volada fins als vint anys, després d'uns extensos estudis amb el reconegut pedagog Teodor Leszetycki. Un recital impressionant a París el març de 1888 i un altre a Viena al novembre del mateix any van marcar l'inici d'una carrera artística que faria que el seu nom es vinculés de manera indissociable al piano, assolint un estatus gairebé llegendari durant la seva vida.
El concert va ser escrit quan el compositor tenia vint-i-pocs anys i era pràcticament un desconegut, amb el primer moviment datat de 1882, tot i que la majoria de l'obra es va compondre el 1888 i es va orquestrar el 1889. Després de completar-lo, el compositor va mostrar el concert al seu amic Saint-Saëns, que el va admirar, especialment pel moviment Andante. Només va escriure una altra obra important per a piano comparable, la Fantaisie Polonaise, op. 19, composta uns cinc anys més tard.

## Representacions
Paderewski desitjava interpretar ell mateix l'estrena, però finalment va acceptar que fos la seva alumna més destacada, i en aquell moment esposa de Leszetycki, Anna Ièsipova, qui assumís la interpretació. A través de la influència de Leszetycki, l'estrena va ser dirigida per Hans Richter, un dels directors més prestigiosos d'Europa en aquell moment, i va obtenir un èxit rotund des del primer moment.
Paderewski va interpretar el concert en nombroses ocasions fins als anys 1920. El primer enregistrament de l'obra va ser fet el 1939 per Jesús Maria Sanromá, fill de pare barceloní i durant dues dècades pianista oficial de l'Orquestra Simfònica de Boston. Ho va fer amb aquesta orquestra dirigida per Arthur Fiedler. Paderewski va ser present durant la gravació. Més de tres dècades després, Arthur Fiedler va tornar a gravar l'obra, aquesta vegada amb l'Orquestra Simfònica de Londres i Earl Wild com a pianista solista.